# Brenda Lawrence
Brenda Lulenar Lawrence (Detroit, 18 ottobre 1954) è una politica statunitense, membro della Camera dei Rappresentanti per lo stato del Michigan dal 2015 al 2023.

## Biografia
Nata a Detroit, dopo gli studi alla Central Michigan University la Lawrence lavorò per molti anni per lo United States Postal Service.
Entrata in politica con il Partito Democratico, nel 1997 venne eletta all'interno del consiglio comunale di Southfield e nel 2001 si candidò alla carica di sindaco, riuscendo a sconfiggere il primo cittadino in carica Donald Fracassi. Negli anni successivi venne riconfermata per altri tre mandati nel 2005, nel 2009 e nel 2013.
Nel 2008 si candidò infruttuosamente alla carica di amministratore della contea di Oakland. Nel 2010 la Lawrence venne scelta da Virg Bernero come compagna di ticket per le elezioni a governatore del Michigan: Bernero era il candidato democratico alla carica di governatore mentre la Lawrence era candidata alla carica di vicegovernatore. I due vennero però sconfitti dagli avversari repubblicani Rick Snyder e Brian Calley.
Nel 2012 Brenda Lawrence si candidò alla Camera dei rappresentanti ma nelle primarie democratiche affrontò due deputati in carica: Gary Peters e Hansen Clarke. La Lawrence si classificò terza e Peters vinse le primarie per poi essere confermato anche nelle elezioni generali.
Quando nel 2014 Peters annunciò di voler lasciare il seggio per candidarsi al Senato, la Lawrence si presentò nuovamente alle elezioni e affrontò per la seconda volta Clarke, anche lui ricandidatosi per il seggio. Questa volta la Lawrence sconfisse Clarke e successivamente sconfisse anche l'avversaria repubblicana riuscendo ad essere eletta deputata.

### Pensionamento
Durante il ciclo di riorganizzazione distrettuale del 2022, il 14º distretto di Lawrence è stato eliminato per effetto del censimento del 2020. Il 4 gennaio 2022, Lawrence ha annunciato che si sarebbe ritirata. 

## Vita privata
Lawrence è sposata con McArthur Lawrence. Erano fidanzati del liceo, essendosi incontrati fuori dal negozio all'angolo di Midway Market dove lavorava nell'East Side di Detroit. Hanno comprato la loro prima casa sul lato nord-ovest di Detroit. Hanno due figli e una nipote. Professionalmente, Lawrence ha lavorato per il governo federale per 30 anni nel servizio postale degli Stati Uniti. Ha iniziato come portalettere e successivamente ha lavorato nella gestione delle risorse umane; si è ritirata nel 2008. Il marito di Lawrence è un pensionato della United Auto Workers della Ford Motor Company.